# 泥人张

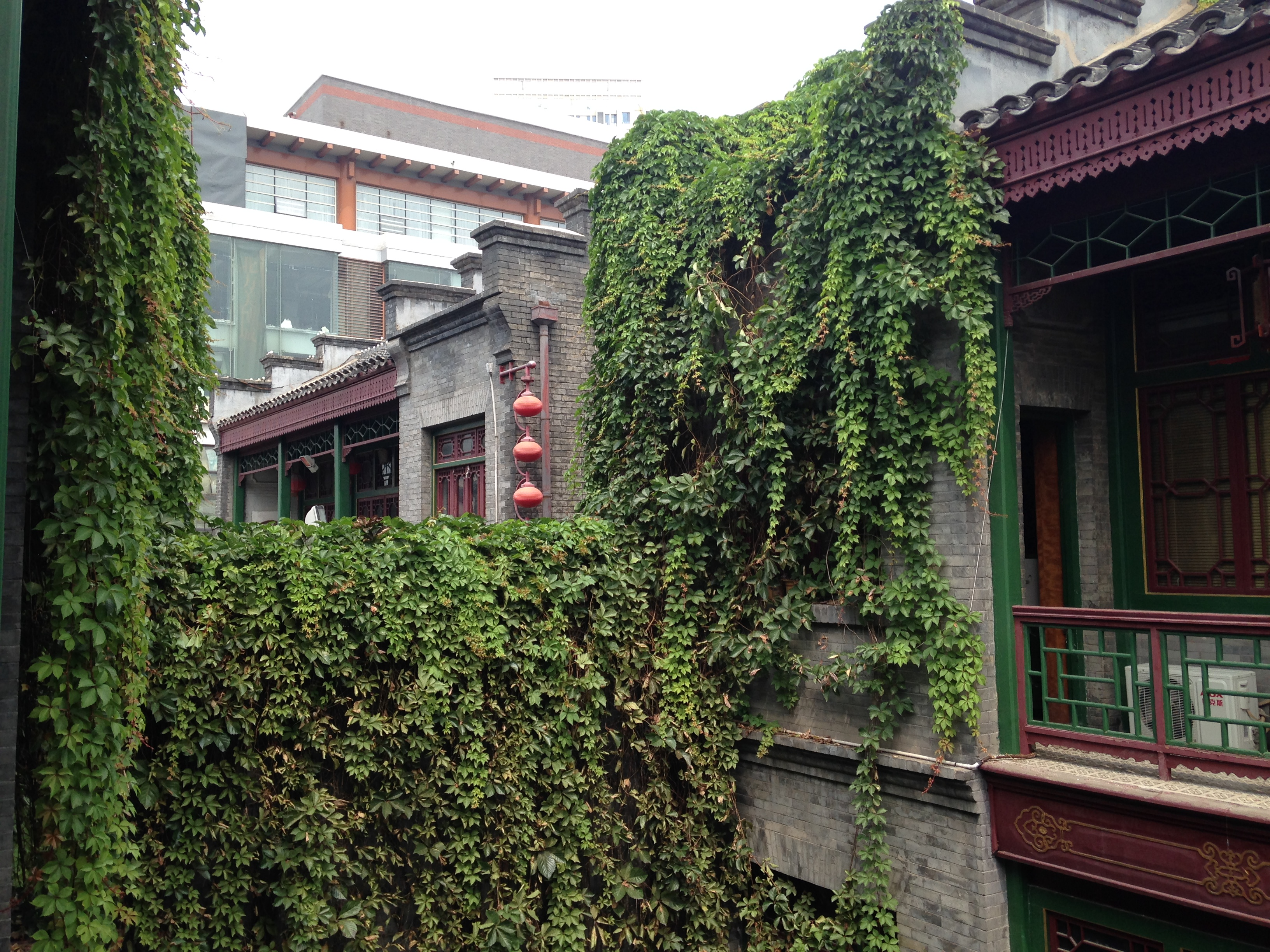
天津的泥人张博物館

泥人张为天津的一种民间美术品，创始于清代道光年间，现为天津市首批国家级非物质文化遗产。

## 历史
泥人张的创始人是张明山，他生於1826年，祖籍浙江紹興。从小和父亲張萬泉学习泥塑制作，18岁时便得“泥人张”的艺名，并开始经营泥塑作坊名为塑古斋。
1915年，张明山的彩塑作品《编织女工》获巴拿马万国博览会一等奖，泥人张第二代传人张玉亭的作品也获得巴拿马万国博览会荣誉奖。
中华人民共和国成立后，泥人张彩塑得到了保护和扶持的政策，泥人张彩塑艺术也从家庭作坊走向学校和社会。泥人张第二代传人张玉亭被聘为天津市文史馆馆长，泥人张第三代传人张景祜任教于中央美术学院，并在天津建立泥人张彩塑工作室。时任全国文联主席郭沫若曾为泥人张题词“昨日造人只一家，而今桃李满天下。”
经过张玉亭、张景福、张景禧、张景祜、张铭、張鉞五代泥人张传人的精心传承，泥人张成为天津乃至中国北方泥塑艺术的精粹。

## 艺术特色
泥人张彩塑创作题材来源于民间习俗、舞台戏剧、民间故事、古典文学名著。泥人张彩塑所塑作品用色简雅明快，用料讲究，神形兼具。一般泥人张彩塑大小约40公分，为架上雕塑、彩塑艺术，属于室内陈列性雕塑。清朝时期，慈禧太后六十大寿、七十大寿的贺礼礼单中都列有“泥人张”这一项，李鸿章等诸多政要、名流都慕名塑像。